# Steinkreis von Moanmore East
 Der Steinkreis von Moanmore East (irisch  An Mhóin Mhór Thoir – auch Masonbrook oder The Seven Monuments genannt) liegt 2,4 km südöstlich von Loughrea, unmittelbar an der Straße nach Tynagh und Portumna. Der seltene umwallte Steinkreis (engl. embanked stone circle) ist ein National Monument und auf der OSI-Karte als “Seven Monuments” markiert. Neben den Steinkreisen von Streamstown in Connemara und Ballynakill (in der Nähe) ist er der einzige erhaltene im County Galway in Irland. 
Es ist ein Kreis aus sieben Steinen, der (wie Lissyviggeen und Grange) in einer Art Henge steht, einem etwa einen Meter hohen und 22 Meter im Durchmesser messenden Erdwallring, der eine einzige Lücke aufweist, die als Eingang angesehen wird. Die Steine sind wieder aufgerichtet worden und der kleine Cairn in der Mitte des Rings wurde erst im 19. Jahrhundert angelegt.
In der Nähe liegt ein terrassierter Hügel und 8,5 km entfernt steht der Turoe-Stein. Ein Townland gleichen Namens liegt im County Carlow.